# Sphaeradenia purpurea
Sphaeradenia purpurea là một loài thực vật có hoa trong họ Cyclanthaceae. Loài này được Harling miêu tả khoa học đầu tiên năm 1958.